# Manoir du Launay
Ne doit pas être confondu avec Manoir de Launay (Carentoir).
Le manoir du Launay est un édifice situé à Gourin en France.

## Localisation
Le manoir est situé sur le territoire de la commune de Gourin, au lieu-dit Le Launay, dans le département du Morbihan en région Bretagne.

## Description
Le manoir date du XVIIIe siècle. Édifice à un étage carré, élévation ordonnancée, construit en moellon de granite, toiture à longs pans, croupe.

## Historique
Propriété successive des familles Guern-Herpin (en 1426 et en 1447), Allano (en 1500), Le Téoff (en 1662), Famille de Mascle (en 1774 et en 1795). Puis la famille de Launay avec l'alliance de Françoise Pauline de Mascle mariée avec Pierre Gabriel de Launay, dont Sophie mariée avec Louis Marie du Boüays de Couësbouc. Il possédait jadis un colombier.
Le manoir est inscrit à l'inventaire général du patrimoine culturel.